# トニー・ウォード
アンソニー・ボーデン・"トニー"・ウォード（Anthony Borden "Tony" Ward、1963年6月10日 - ）は、アメリカ合衆国のモデル、俳優 。

## 略歴
トニー・ウォードは1963年6月10日、カリフォルニア州サンタクルーズにてロバート・ボーデン・ウォードとカレン・エリザベスの間に生まれた。ウォードは3兄弟の2番目の子として幼少期を主にサンノゼで過ごした後、ソノラに移り、高校を卒業した。そこから彼は俳優、モデル、ダンサーになるという夢を追求するためにロサンゼルスに移住した。ウォードは、カリフォルニア州サラトガのウェストバレー大学に通っていたときにスカウトされ、18歳でモデル業を開始した。

## モデルとしてのキャリア

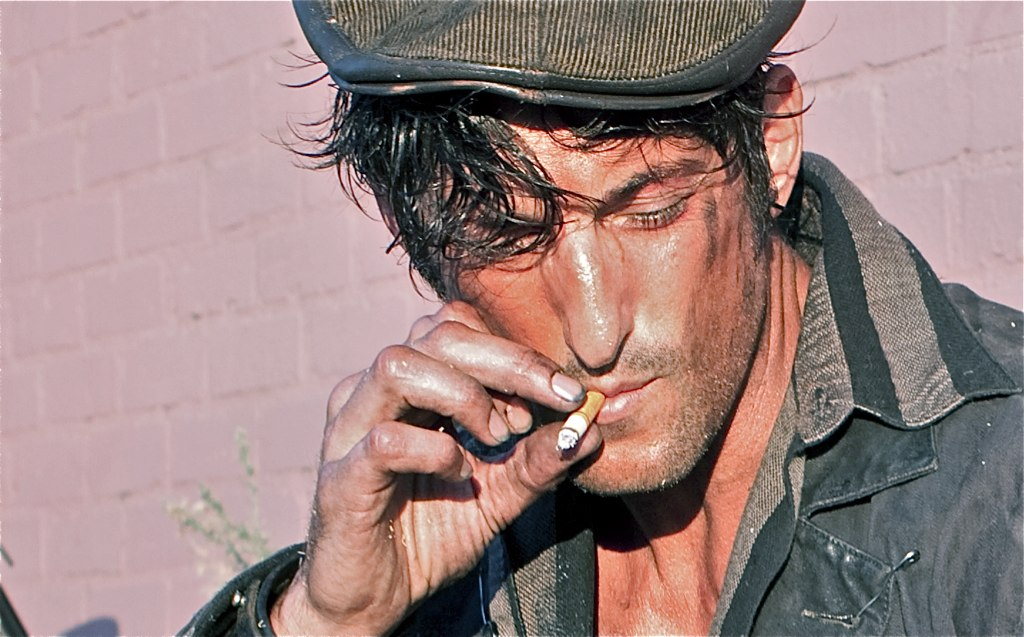

ウォードは1983年にモデルとしてのキャリアをスタートさせ、その後、国際的なスーパーモデルとして名声を博した。
まず最初にリック・カストロの紹介によってハーブ・リッツによるカルバン・クラインの下着の写真が撮影された。キャリアの初期にはゲイ・ポルノ会社のコルト・スタジオ・グループの有名な写真家ジム・フレンチによるフルヌード写真が撮影されたこともある。
その後、カストロ、カール・ラガーフェルド、スティーブン・クライン、スティーブン・マイゼル、ディミトリス・テオカリス、テリー・リチャードソン、、ロベルト・カヴァッリなどの写真家に撮影され、シャネル、ドルチェ＆ガッバーナ、ディーゼル、フェンディ、 H&M 、ヒューゴボスといった著名なファッションブランドに起用された  。
ウォードはこれまでにニューヨーク市のDNAモデル・マネージメント、イタリアのミラノのホワイ・ノット・モデルエージェンシー、ロンドンのプレミア・モデル・マネージメント、ロサンゼルスのフォトジェニックス・モデル・マネージメント、コペンハーゲンのユニークモデルス、パリのバナナ・モデルスと契約を交わしている。
ウォードは1990年代初頭にマドンナと交際しており、彼女のミュージック・ビデオのいくつか（「チェリッシュ」「ジャスティファイ・マイ・ラヴ」「エロティカ」）に出演、1992年に物議を醸した成人向け写真集『SEX』にも登場した。

## 俳優業
1996年、ウォードはブルース・ラ・ブルースとリック・カストロが監督した映画『ハスラー・ホワイト』で初主演を務めた。映画ではフルヌード、セックスシーン、マスターベーションのシーンなどを披露している。
1998年には、ヨッヘン・ヒック監督による、ロサンゼルスでアダルト映画を撮影する人々のセックス・ライフを追ったアダルト・ドキュメンタリー「Sex/Life in L.A.」に出演した。この映画でもマスターベーションのシーンを撮影している。
ウォードは、2010年のゾンビ・スリラー映画『L.A. ゾンビ』でホームレスのジャンキーを演じ、ラ・ブルースと再び仕事した 。

## その他の活動
ウォードは自身のファッションブランド「シックス・イン・ザ・フェイス」を持つ 。
2025年からは成人向けサブスクリプションサービスOnlyFansに参加、主にフルヌードなどの写真を投稿している。

## 私生活

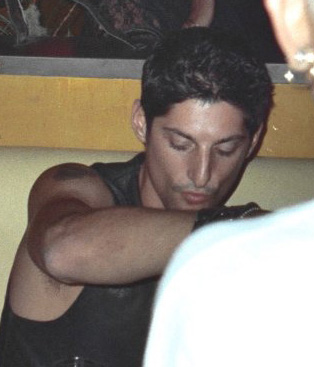
1990年

1991年4月15日のピープル誌によればトニー・ウォードはマドンナとの交際中の8月21日にギリシャ系オーストラリア人の写真家アマリア・パパディモスとの急ごしらえの結婚式が行われたのをタブロイド紙が報じたのと同時期にマドンナと破局した。
トニーは画家兼写真家でもあり、ロサンゼルスに住んでいる。彼は現在3人の父親。

## フィルモグラフィー

### 映画
- 1996年 - 『ハスラー・ホワイト』（ブルース・ラ・ブルース・リック・カストロ監督）- 主演[14] [15]
- 1998年- 『Sex Life in L.A.』（ヨッヘン・ヒック監督）[16] [17]
- 1999- Out in Fifthy（ボジェシー・クリストファーとスコット・リート監督）
- 2002- All About the Benjamin（ケビン・ブレイ監督）[18]
- 2007年- Story of Jen（フランソワ・ロトガー監督）- 主演[19]
- 2010- L.A. Zombie（ブルース・ラ・ブルース監督）[20]
- 2010 - Out Getting Ribs

### ミュージック・ビデオ
- 1987 ABC 「キング・ウィズアウト・クラウン」（ヴォーン・アーネル監督とアンシア・ベントン監督）
- 1988 ベリンダ・カーライル「アイ・ゲット・ウィーク」（ダイアン・キートン監督） [21]
- 1989年 マドンナ「チェリッシュ」（ハーブ・リッツ監督）
- 1989年 テイラー・デイン 「ウィズ・エヴリ・ビート・オブ・マイ・ハート」（デヴィッド・ケロッグ監督）
- 1990年 マドンナ「ジャスティファイ・マイ・ラヴ」（ジャン・バプティスト・モンディーノ監督） [13]
- 1990年 トミー・ペイジ「アイル・ビー・ユア・エヴリシング」（グレッグ・マスアック監督）
- 1992年 マドンナ「エロティカ」（ファビアン・バロン監督） [13]
- 1995年 ラスティー「ミソジニー」（ブルース・ラ・ブルース監督）
- 1996年 ジョージ・マイケル「ファストラヴ」（ヴォーン・アーネル監督とアンシア・ベントン監督）
- 1996年 スパイス・ガールズ「 セイ・ユール・ビー・ゼア 」（ヴォーン・アーネル監督）
- 1999年 エステロ 「ザット・ガール」（パトリック・ヘルク監督）
- 2000年 シネイド・オコナー 「ジェラシー」（マイク・リプスコム監督）
- 2005年 リサ・マリー・プレスリー 「イディオット」（パトリック・ヘルク監督）